# Ocean Harbour
Der Ocean Harbour ist eine etwa 2 km lange Bucht an der Nordküste der Insel Südgeorgien im Südatlantik. Ihre Einfahrt liegt 2,4 km westnordwestlich des Tijuca Point und wird vom Pelican Point im Norden und vom Bayard Point im Süden begrenzt. Zwischen 1909 und 1920 befand sich hier eine aktive Walfangstation; damals war Südgeorgien das wichtigste Walfangzentrum der Welt.
Wilhelm Filchner berichtete 1922, die Bucht trage den Namen New Fortune Bay oder Neufortuna Bay, wahrscheinlich nach der Fortuna, einem norwegisch-argentinischen Walfangboot, das 1904 an der Einrichtung der ersten permanenten Walfangstation in Grytviken beteiligt war. Erfassungen durch den South Georgia Survey in den Jahren 1951/52 brachten jedoch zu Tage, dass die Bucht von den Wal- und Robbenfängern Ocean Harbour genannt wird, vermutlich nach der Ocean Whaling Co, die eine Zeit lang ihre Station dort hatte. Auf der Basis des lokalen Gebrauchs wird allgemein der Name Ocean Harbour verwendet, auch um eine Verwechslung des Namens New Fortuna Bay mit dem der etwa 35 Kilometer nordwestlich gelegenen Fortuna Bay zu vermeiden.
Man kann hier noch immer alte Töpfe zum Verkochen von Robbenblubber finden, außerdem liegt in der Bucht das Wrack der Bayard, eines 1300-Tonnen-Schiffes, das 67 Meter lang und eisenverkleidet war und 1864 gebaut wurde. Sie war an der Bekohlungsstelle befestigt, als am 6. Juni 1911 ein Orkan sie losriss und versenkte. Ebenso zurückgelassen wurde eine Dampflokomotive, die auf einem Gleis in der Walfangstation zum Einsatz gekommen war (siehe Eisenbahnen auf Südgeorgien).
Am Ufer des Ocean Harbour befindet sich mit dem Grab von Frank Cabrail († 1820) vom Robbenfangschiff Francis Allen das älteste bekannte Grab der Insel. Die genaue Grabstelle ist nicht bekannt, da der Grabstein nicht erhalten ist.